# Josef Reicha
Josef Reicha (Chudenice, 12 febbraio 1752 – Bonn, 5 marzo 1795) è stato un violoncellista e compositore ceco, zio del compositore e teorico musicale Antonín Reicha.

## Biografia
Josef Reicha nacque a Chudenice. Nel 1761 la famiglia si trasferì a Praga, dove egli prese lezioni di violoncello da Franz Joseph Werner. Nel 1771 Reicha divenne primo violoncello nella cappella musicale del principe Kraft Ernst von Oettingen-Wallerstein. Insieme al noto violinista Anton Janitsch, anch'egli membro della cappella, Reicha suonò in diverse città europee negli ultimi anni settanta e fece visita a Leopold Mozart a Salisburgo nel 1778. Nelle sue lettere a Wolfgang Amadeus, Leopold elogiava il modo di suonare di Reicha e comparava lo stile di uno dei suoi concerti per violoncello con quello di Wolfgang Amadeus.
Reicha adottò il nipote Anton nel 1780, dopo essersi sposato nel 1779 ma senza avere figli, dandogli lezioni di violino e pianoforte. Nel 1785 Josef è stato nominato direttore della Hofkapelle a Bonn da Massimiliano d'Asburgo-Lorena, per cui si trasferì a Bonn con la famiglia. Anton divenne membro della Hofkapelle tramite suo zio. Altri membri erano il giovane Beethoven, che suonava la viola e l'organo, e Nikolaus Simrock, editore musicale, che suonava il corno. Simrock successivamente pubblicò le composizioni di Josef. Nel 1789 Josef divenne direttore dell'orchestra del nuovo teatro, il Bonner Nationaltheater, tuttavia la sua carriera musicale è stata stroncata nel 1791, quando contrasse la gotta. Morì quattro anni dopo a Bonn.

## Stile
Reicha scrisse musica orchestrale e cameristica di vario tipo. La sua produzione comprende sinfonie, vari concerti dei quali dieci per violoncello, dodici partite per strumenti a fiato e altre composizioni varie. Buona parte dei suoi lavori sono stati completati a Wallerstein, prima del suo trasferimento a Bonn. La sua scrittura per violoncello è marcatamente virtuosistica e riflette la sua abilità. Ludwig Schiedermair in Der junge Beethoven (Lipsia, 1925) fornì esempi specifici tratti dalle partite e dalle sinfonie di Reicha, mostrando l'influenza che ebbero su Beethoven. Altri estimatori di Reicha erano Leopold Mozart e Michael Haydn.